# Gouvernement Dini
 (septembre 2023).
Si vous disposez d'ouvrages ou d'articles de référence ou si vous connaissez des sites web de qualité traitant du thème abordé ici, merci de compléter l'article en donnant les références utiles à sa vérifiabilité et en les liant à la section « Notes et références ».
République italienne
Berlusconi I Prodi I
Le gouvernement Dini (en italien : Governo Dini) est le 52e gouvernement de la République italienne entre le 17 janvier 1995 et le 18 mai 1996, sous la XIIe législature du Parlement républicain.
Il est dirigé par l'indépendant Lamberto Dini, à la suite de la démission de Silvio Berlusconi, se compose uniquement de technocrates et repose sur le soutien sans participation de plusieurs partis de centre gauche, de centre droit et de droite. Il succède au gouvernement Berlusconi I et cède le pouvoir à Romano Prodi et son premier gouvernement à la suite de la victoire de la coalition de centre gauche « L'Olivier » aux élections générales anticipées.

## Historique du mandat
Ce gouvernement est dirigé par le nouveau président du Conseil des ministres indépendant Lamberto Dini, précédemment ministre du Trésor. Il est constitué uniquement de technocrates. Il bénéficie du soutien sans participation du Parti démocrate de la gauche (PDS), de la Ligue du Nord (LN) et le Parti populaire italien (PPI). Ensemble, ils disposent de 304 députés sur 630, soit 48,3 % des sièges de la Chambre des députés ; et de 203 sénateurs sur 325, soit 62,5 % des sièges du Sénat de la République.
Il est formé à la suite de la démission de Silvio Berlusconi, au pouvoir depuis mai 1994.
Il succède donc au gouvernement Berlusconi I, constitué et soutenu par une coalition de droite et centre droit entre Forza Italia (FI), l'Alliance nationale (AN), la Ligue du Nord et le Centre chrétien-démocrate (CCD).

## Composition
| Poste                                                                                          | Titulaire | Titulaire                                                                                         | Parti |
| ---------------------------------------------------------------------------------------------- | --------- | ------------------------------------------------------------------------------------------------- | ----- |
| Président du Conseil des ministres Ministre du Trésor                                          |           | Lamberto Dini                                                                                     | Sans  |
| Secrétaire d'État à la présidence du Conseil des ministres Secrétaire du Conseil des ministres |           | Lamberto Cardia                                                                                   | Sans  |
| Ministres sans portefeuille                                                                    |           |                                                                                                   |       |
| Ministre pour la Fonction publique et les Affaires régionales                                  |           | Franco Frattini (jusqu'au 18/03/1996) Giovanni Motzo (à partir du 22/03/1996)                     | Sans  |
| Ministre pour les Réformes institutionnelles                                                   |           | Giovanni Motzo                                                                                    | Sans  |
| Ministre pour la Famille et la Solidarité sociale                                              |           | Adriano Ossicini                                                                                  | Sans  |
| Ministre avec attributions spéciales                                                           |           | Antonio Brancaccio (à partir du 08/06/1995)                                                       | Sans  |
| Ministres                                                                                      |           |                                                                                                   |       |
| Ministre des Affaires étrangères                                                               |           | Susanna Agnelli                                                                                   | Sans  |
| Ministre de l'Intérieur                                                                        |           | Antonio Brancaccio (jusqu'au 08/06/1995) Giovanni Rinaldo Coronas                                 | Sans  |
| Ministre de la Grâce et de la Justice                                                          |           | Filippo Mancuso (jusqu'au 18/10/1995) Lamberto Dini a.i. jusqu'au 16/02/1996) Vincenzo Caianiello | Sans  |
| Ministre du Budget et de la Planification économique                                           |           | Rainer Masera (jusqu'au 12/01/1996) Augusto Fantozzi a.i. jusqu'au 16/02/1996) Mario Arcelli      | Sans  |
| Ministre des Finances                                                                          |           | Augusto Fantozzi                                                                                  | Sans  |
| Ministre de la Défense                                                                         |           | Domenico Corcione                                                                                 | Sans  |
| Ministre de l'Éducation                                                                        |           | Giancarlo Lombardi                                                                                | Sans  |
| Ministre des Travaux publics Ministre de l'Environnement                                       |           | Paolo Baratta                                                                                     | Sans  |
| Ministre des Ressources agricoles, alimentaires et forestières                                 |           | Walter Luchetti                                                                                   | Sans  |
| Ministre des Transports                                                                        |           | Giovanni Caravale                                                                                 | Sans  |
| Ministre des Postes et des Télécommunications                                                  |           | Agostino Gambino                                                                                  | Sans  |
| Ministre de l'Industrie, du Commerce et de l'Artisanat Ministre du Commerce extérieur          |           | Alberto Clò                                                                                       | Sans  |
| Ministre du Travail et de la Sécurité sociale                                                  |           | Tiziano Treu                                                                                      | Sans  |
| Ministre de la Santé                                                                           |           | Elio Guzzanti                                                                                     | Sans  |
| Ministre pour les Biens culturels et environnementaux                                          |           | Antonio Paolucci                                                                                  | Sans  |
| Ministre de l'Enseignement supérieur et de la Recherche scientifique et technologique          |           | Giorgio Salvini                                                                                   | Sans  |